# France Gall au Zénith
Albums de France Gall
Débranche !
(1984) Babacar
(1987)
France Gall au Zénith est un album live de France Gall enregistré au Zénith de Paris et sorti en 1985. Il s'est vendu à plus de 100 000 exemplaires en France.

## Titres
| Disque 1 | Disque 1                            | Disque 1 | Disque 1 | Disque 1 | Disque 1 | Disque 1 | Disque 1 | Disque 1 | Disque 1 |
| No       | Titre                               | Durée    |          |          |          |          |          |          |          |
| -------- | ----------------------------------- | -------- | -------- | -------- | -------- | -------- | -------- | -------- | -------- |
| 1.       | J'ai besoin de vous                 | 5:35     |          |          |          |          |          |          |          |
| 2.       | Plus d'été                          | 3:30     |          |          |          |          |          |          |          |
| 3.       | Tout pour la musique                | 3:47     |          |          |          |          |          |          |          |
| 4.       | Vahiné                              | 3:30     |          |          |          |          |          |          |          |
| 5.       | Plus haut                           | 4:41     |          |          |          |          |          |          |          |
| 6.       | Je l'aimais                         | 4:09     |          |          |          |          |          |          |          |
| 7.       | Diego libre dans sa tête            | 3:25     |          |          |          |          |          |          |          |
| 8.       | Besoin d'amour                      | 4:32     |          |          |          |          |          |          |          |
| 9.       | Amor también (Tout le monde chante) | 4:18     |          |          |          |          |          |          |          |
| 10.      | Bébé comme la vie                   | 4:22     |          |          |          |          |          |          |          |
| 42:47    |                                     |          |          |          |          |          |          |          |          |

| Disque 2 | Disque 2                  | Disque 2 | Disque 2 | Disque 2 | Disque 2 | Disque 2 | Disque 2 | Disque 2 | Disque 2 |
| No       | Titre                     | Durée    |          |          |          |          |          |          |          |
| -------- | ------------------------- | -------- | -------- | -------- | -------- | -------- | -------- | -------- | -------- |
| 1.       | Musique                   | 5:20     |          |          |          |          |          |          |          |
| 2.       | Cézanne peint             | 4:46     |          |          |          |          |          |          |          |
| 3.       | Résiste                   | 4:20     |          |          |          |          |          |          |          |
| 4.       | Ce garçon qui danse       | 3:26     |          |          |          |          |          |          |          |
| 5.       | Si maman si               | 4:25     |          |          |          |          |          |          |          |
| 6.       | Hong-Kong Star            | 4:27     |          |          |          |          |          |          |          |
| 7.       | Il jouait du piano debout | 4:18     |          |          |          |          |          |          |          |
| 8.       | Débranche !               | 6:58     |          |          |          |          |          |          |          |
| 9.       | Calypso                   | 2:31     |          |          |          |          |          |          |          |
| 10.      | Débranche ! (reprise)     | 3:13     |          |          |          |          |          |          |          |
| 45:03    |                           |          |          |          |          |          |          |          |          |

## Crédits

### Paroles et musique
Michel Berger, sauf Besoin d'amour, paroles de Luc Plamondon et musique de Michel Berger (extrait de l’opéra-rock Starmania)

### Le spectacle

#### Musiciens et autres artistes
- Guitare basse : Jannick Top
- Guitare : Kamil Rustam
- Batterie : Claude Salmiéri
- Claviers : Gérard Bikialo, Serge Perathoner, Philippe Perathoner
- Saxophone et flûte : Chris White
- Chœurs : Guida de Palma, Diane Dupuis, Aliss Terrel
- Danseurs : Anne-France Saunier, Catherine Varda, Jim Smylie, Hervé Lebeau
- Acrobate : Avi Rosen
- Trapéziste : Marie-Hélène Carasse

#### Production du spectacle
- Titre : France Gall au Zénith
- Représentations du 11 septembre au 7 octobre 1984 au Zénith de Paris
- Mise en scène : Robert Fortune
- Chorégraphie : Pascale Geille et Hervé Lebeau
- Costumes : Richard Jan, Philippe Forestier
- Décors : Jean Haas
- Lumières : Pierre Desrochers
- Prise de son : Roger Roche
- Sonorisation et mixage : Jean-Pierre Janiaud
- Producteur : Gilbert Coullier
- Coordination générale : Patrick Villaret

### L’album
- Réalisation : Jean-Pierre Janiaud
- Mixage : Jean-Pierre Janiaud assisté d’Olivier do Espirito Santo au studio Gang (Paris)
- Éditeurs :
  - Éditeurs d’origine : Colline et MBM (Michel Berger Music) sauf Besoin d'amour, Éditions Colline-Mondon
  - Droits transférés aux Éditions Apache France sauf Besoin d’amour, Éditions Mondon et Apache France
- Album original : double 33 tours / LP stéréo  Apache 240601-1 sorti le 4 février 1985
- Photographies :
  - Recto verso pochette : Thierry Boccon-Gibod
  - Photographie intérieure double 33 tours : Patrick de Mervelec
- Conception graphique : Stan Levy
- Première édition en double CD  : Apache 240601-2 sortie le 3 novembre 1986 — Photographies : Thierry Boccon-Gibod, Patrick de Mervelec, Tony Frank

## Autour du spectacle
France Gall au Zénith a été filmé par Guy Job en 1984 et l’enregistrement vidéo VHS, initialement paru en 1986, a été réédité en 1989 par Warner Home Video (94023 SVV).